# Almuth Schult
Almuth Schult (Dannenberg, Alemania; 9 de febrero de 1991) es una futbolista alemana. Juega como guardameta y su equipo actual es el VfL Wolfsburgo de la Bundesliga de Alemania. Es internacional absoluta con la selección de Alemania desde 2011.

## Trayectoria
Se inició en el fútbol a la edad de cinco años, en su club local, el FC SG Gartow, y en 2007 entró a las inferiores del Hamburger SV. Fichó por el Magdeburger FFC en 2008, y jugó en la Regionalliga, tercera categoría del fútbol alemán. Fue una titular regular en el club de Magdeburgo, donde logró el ascenso a la 2. Frauen-Bundesliga y disputó dos temporadas en la segunda categoría.
En 2011, Schult fichó por tres años por el SC 07 Bad Neuenahr Frauen de la Bundesliga.
En el 2013 se unió al Vfl Wolfsburg, donde ha ganado dos Bundesligas y la Liga de Campeones Femenina de la UEFA.

## Selección nacional
En 2008, con la selección sub-17 de Alemania, Schult jugó dos encuentros en la Copa Mundial Femenina de Fútbol Sub-17 de 2008, donde Alemania consiguió el tercer lugar. Dos años después, fue la guardameta titular en la Copa Mundial Femenina de Fútbol Sub-20 de 2010, torneo que la selección alemana ganó. 
Con la selección adulta de Alemania, fue llamada a ser parte del plantel que jugó la Copa Mundial Femenina de Fútbol de 2011 en su natal Alemania, como tercera arquera. Debutó con la absoluta alemana el 15 de febrero de 2012 contra Turquía. También fue llamada a la Copa Mundial Femenina de Fútbol de 2015 como segunda portera, no disputó ningún encuentro en la competencia que Alemania consiguió el cuarto lugar.
Luego del retiro de Nadine Angerer, Schult ganó la titularidad y compitió en los Juegos Olímpicos de Río de Janeiro 2016 como primera portera. Jugó todos los encuentros y Alemania ganó su primera medalla de oro en el fútbol olímpico femenino.

### Participaciones en Copa Mundial Femenina
| Copa                                    | Sede     | Resultado        |
| --------------------------------------- | -------- | ---------------- |
| Copa Mundial Femenina de Fútbol de 2011 | Alemania | Cuartos de final |
| Copa Mundial Femenina de Fútbol de 2015 | Canadá   | Cuarto lugar     |
| Copa Mundial Femenina de Fútbol de 2019 | Francia  | Cuartos de final |

### Participaciones en Juegos Olímpicos de Verano
| Torneo                                  | Sede   | Resultado |
| --------------------------------------- | ------ | --------- |
| Juegos Olímpicos de Río de Janeiro 2016 | Brasil | Campeón   |

### Participaciones en Eurocopas
| Copa                   | Sede         | Resultado        |
| ---------------------- | ------------ | ---------------- |
| Eurocopa Femenina 2013 | Suecia       | Campeón          |
| Eurocopa Femenina 2017 | Países Bajos | Cuartos de final |

## Clubes
| Club               | País     | Año         |
| ------------------ | -------- | ----------- |
| Hamburger SV       | Alemania | 2007 - 2008 |
| Magdeburger FFC    | Alemania | 2008 - 2011 |
| SC 07 Bad Neuenahr | Alemania | 2011 - 2013 |
| VfL Wolfsburgo     | Alemania | 2013 - 2022 |

## Palmarés

### Bundesliga
| Título     | Club           | País     | Temporada |
| ---------- | -------------- | -------- | --------- |
| Bundesliga | VfL Wolfsburgo | Alemania | 2013-14   |
| Bundesliga | VfL Wolfsburgo | Alemania | 2016-17   |
| Bundesliga | VfL Wolfsburgo | Alemania | 2017-18   |
| Bundesliga | VfL Wolfsburgo | Alemania | 2018-19   |
| Bundesliga | VfL Wolfsburgo | Alemania | 2019-20   |

### Copa de Alemania
| Título           | Club           | País     | Temporada |
| ---------------- | -------------- | -------- | --------- |
| Copa de Alemania | VfL Wolfsburgo | Alemania | 2014-15   |
| Copa de Alemania | VfL Wolfsburgo | Alemania | 2015-16   |
| Copa de Alemania | VfL Wolfsburgo | Alemania | 2016-17   |
| Copa de Alemania | VfL Wolfsburgo | Alemania | 2017-18   |
| Copa de Alemania | VfL Wolfsburgo | Alemania | 2018-19   |
| Copa de Alemania | VfL Wolfsburgo | Alemania | 2019-20   |
| Copa de Alemania | VfL Wolfsburgo | Alemania | 2020-21   |

### Campeonatos internacionales
| Título                                 | Equipo                | Sede           | Año  |
| -------------------------------------- | --------------------- | -------------- | ---- |
| Copa Mundial Femenina de Fútbol Sub-20 | Selección de Alemania | Alemania       | 2010 |
| Copa de Algarve                        | Selección de Alemana  | Portugal       | 2012 |
| Eurocopa Femenina                      | Selección de Alemana  | Suecia         | 2013 |
| Copa de Algarve                        | Selección de Alemana  | Portugal       | 2014 |
| Liga de Campeones Femenina de la UEFA  | VfL Wolfsburgo        | Portugal       | 2014 |
| Juegos Olímpicos                       | Selección de Alemania | Río de Janeiro | 2016 |

### Distinciones individuales
| Distinción                                                    | Año  |
| ------------------------------------------------------------- | ---- |
| Mejor Portera del Mundo según la IFFHS (junto a Hope Solo)    | 2014 |
| Mejor Portera del Mundo de la Década 2011-2020 según la IFFHS | 2021 |